# Wawrzyniec Kopczyński (historyk sztuki)
Wawrzyniec Kopczyński (ur. 27 lipca 1935 w Poznaniu, zm. 11 września 1995) – historyk sztuki. Kustosz muzeum w Rogalinie, Wojewódzki Konserwator Zabytków w Lesznie (1975–1988), prezes Stowarzyszenia Konserwatorów Zabytków (1981–1984), Wojewódzki Konserwator zabytków we Wrocławiu (1989–1995). Organizator Państwowej Służby Ochrony Zabytków, szczególnie zaangażowany i zasłużony przy ekspozycji skarbu średzkiego oraz przy odbudowie opactwa w Lubiążu. Brał udział także w ratowaniu i eksponowaniu innych zabytków w Polsce, np. cmentarza żydowskiego w Szlichtyngowej, muzeum im. Edmunda Bojanowskiego w Grabonogu, pałacu w Krobielowicach i in.